# Koszmosz–349
Koszmosz–349 (oroszul: Космос 349) Koszmosz műhold, a szovjet műszeres műhold-sorozat tagja. Harmadik generációs Zenyit–4 felderítő műhold.

## Küldetés
Meghatározott űrkutatási és katonai programot hajtott végre. Kialakított pályasíkja mentén fototechnikai felderítést, műszereivel atomkísérletek ellenőrzését végezte. Technikai eszközeivel meteorológiai előrejelzést elősegítő fotófelvételeket is készített.

## Jellemzői
Az OKB–1 központi tervezőirodában kifejlesztett, ellenőrzése alatt gyártott műhold. A Zenyit–4 (oroszul: Зенит-4) GRAU-kódja (11F69) ember szállítására kifejlesztett űreszköz, hasznos terében helyezték el a műszereket.  Üzemeltetője a moszkvai MO (Министерство обороны) minisztérium.
1970. június 17-én a Pleszeck űrrepülőtérről egy Voszhod (11A57) típusú hordozórakétával juttatták (LEO = Low-Earth Orbit) alacsony Föld körüli pályára. Az orbitális egység pályája 89,7 perces, 65,4 fokos hajlásszögű, elliptikus pálya perigeuma 196 kilométer, apogeuma 328 kilométer volt. Hasznos tömege 4730 kilogramm. A sorozat felépítését, szerkezetét, alapvető fedélzeti rendszereit tekintve egységesített, szabványosított tudományos-kutató űreszköz. Áramforrása kémiai akkumulátor, szolgálati élettartama 10 nap.
A Koszmosz–346 programját folytatta. A visszatérő modul 3100 kilogramm, átmérője 2.3 méter, térfogata 5.2 köbméter. Itt helyezték el a kamerákat (fényképezőgépeket). Fotóberendezése Ftor-4 (oroszul: Фтор-4) nagy pontosságú (3000 milliméter/3-5 méter közötti felbontású) képeket készített. A filmek több ezer kép befogadására voltak alkalmasak. Szolgálati ideje maximum 10 nap.
1970. június 25-én, 7 napos szolgálati idő után, földi parancsra belépett a légkörbe és hagyományos – ejtőernyős leereszkedés – módon visszatért a Földre.